# Dedan Kimathi
Dedan Kimathi Waciuri (ur. 31 października 1920, zm. 18 lutego 1957) – kenijski działacz narodowowyzwoleńczy, naczelny dowódca ruchu partyzanckiego Mau Mau w latach 1953–1957, schwytany, skazany na karę śmierci i powieszony przez władze Wielkiej Brytanii.